# رينا تاكيدا (مواليد 1991)
رينا تاكيدا (باليابانية:武田 梨奈) ، من مواليد 15 يونيو 1991 ، وهي ممثلة يابانية وتجيد نوع فن لعبة الكاراتيه ، شاركت في أول فيلم ياباني (High Kick Girl) ، وأشهر فيلم شاركت فيه رينا «فتاة الكاراتيه» .

## أعمالها
- فيلم High Kick Girl!
- فيلم The Ancient Dogoo Girl .
- فيلم Karate Girl .
- فيلم The Kunoichi: Ninja Girl .
- فيلم Dead Sushi .

## وصلات خارجية
- Official Blog نسخة محفوظة 12 مارس 2011 على موقع واي باك مشين. (باليابانية)
- رينا تاكيدا على موقع IMDb (الإنجليزية)
- رينا تاكيدا على موقع روتن توميتوز (الإنجليزية)
- رينا تاكيدا على موقع ألو سيني (الفرنسية)
- رينا تاكيدا على موقع ميوزك برينز (الإنجليزية)
- رينا تاكيدا على موقع أول موفي (الإنجليزية)
- رينا تاكيدا على موقع قاعدة بيانات الفيلم (الإنجليزية)
- رينا تاكيدا على موقع كينوبويسك (الروسية)
- Rina Takeda Interview